# Txagan (prova nuclear)
Txagan (Чага́н) va ser una prova nuclear subterrània soviètica realitzada al Centre de proves de Semipalàtinsk el 15 de gener de 1965.
Txagan va ser la primera i més gran de les 124 detonacions en les explosions nuclears per al programa d'Economia Nacional, dissenyat per produir explosions nuclears pacífiques per a propòsits de moviment de terres. El concepte explosions nuclears pacífiques per crear llacs artificials, ports i canals va ser modelat després d'un programa dels Estats Units, Operació Plowshare, que va dur a terme la primera explosió nuclear pacífica (104 kt Sedan prova de formació de cràters poc profund) en el Lloc de Proves de Nevada al juliol de 1962.
Descrit com un clon a prop de la presa Sedan, el rendiment de Txagan era l'equivalent de 140 quilotones de TNT i va tractar de produir un gran cràter cònic adequat per a un llac. El lloc era un llit sec del riu Txagan a la vora del lloc de prova de Semipalatinsk, i va triar de manera que la vora del cràter podria estancar el riu durant el seu alt flux de primavera. El llac resultant té un diàmetre de 408 metres i té una profunditat de 100 metres.
La poca profunditat del subsòl de les explosions dels cràters oberts com el Sedan o Chagan van alliberar una gran quantitat de vapor d'aigua i roca polvoritzada juntament amb aproximadament el 20% dels productes normals de fissió de la bomba cap a l'atmosfera. Encara que la gran majoria d'aquesta pluja es va dipositar en l'àrea general de la prova, també va produir un petit però mesurable núvol radioactiu, que en el cas de Txagan va ser detectat sobre el Japó i inicialment va motivar les queixes dels EUA que els soviètics estaven violant les disposicions del Tractat de prohibició parcial de proves nuclears de l'octubre de 1963, que va prohibir les proves atmosfèriques i qualsevol detonació subterrània airejades (o "obertes") que va causar restes radiactives d'estar present fora dels límits territorials de l'Estat sota la jurisdicció o control es va dur a terme aquesta explosió." La qüestió va ser finalment abandonada, i en qualsevol cas tots els llançaments soviètics posteriors van ser menors.
La foto del llançament Txagan és de tant en tant confosa amb la de la prova soviètica Joe 1. La imatge correcta mostra una posició a la gatzoneta, núvol a nivell del sòl similar al tir Sedan en lloc del núvol de bolet d'altura de la torre-detonat Joe-1. (Richard Rhodes's 1995 Dark Sun: The Making of the Hydrogen Bomb and David Holloway's 1994 Stalin and the Bomb).

## Llac Txagan
El Llac Txagan o Llac Balapan, Kazakhstan, és un llac que es va crear per la prova nuclear. Té una capacitat d'uns 10.000.000 m³.
La zona segueix sent radioactiva, i ha estat anomenat el "Llac Atòmic." Com en el lloc de la Trinitat del primer assaig d'armes nuclears dels Estats Units a Alamogordo, Nou Mèxic, la roca exposada es va fondre en una substància vidriosa.